# Pepper Keenan
Pepper J. Keenan, född 8 maj 1967 i Oxford, Mississippi, är en amerikansk musiker. Han är gitarrist och sångare i heavy metal-bandet Corrosion of Conformity och spelar också gitarr i Down.